# Guillem I de Wittelsbach
Guillem I de Wittelsbach, successivament duc de Baviera, de la Baixa Baviera i de Baviera-Straubing (Frankfurt del Main, 12 de maig de 1330 - 15 d'abril de 1389 a Le Quesnoy), va ser el segon fill de l'emperador Lluís IV de Baviera de la seva segona esposa Margarida d'Holanda i Hainaut. També va ser conegut com a comte Guillem V d'Holanda, comte Guillem III d'Hainaut i com a comte Guillem IV de Zelanda.

## Biografia
En 1345 el pare de Guillem va concedir Hainaut, Holanda, Zelanda i Frísia a la seva dona Margarida, i poc després també al seu fill Guillem. Després de la mort del seu pare el 1347 Guillem va governar Baviera, Holanda i Hainaut juntament amb els seus cinc germans fins a 1349. Amb la primera divisió de les possessions Wittelsbach el 1349 va rebre Hainaut, Holanda i Baixa Baviera, juntament amb els seus germans Esteve II i Albert I. Després de la divisió següent de Baviera el 1353 va governar juntament amb el seu germà menor, Albert I de Baviera-Straubing, a Holanda i a Hainaut.
El 1350, els nobles d'Holanda va demanar a Margarida de tornar de nou a Holanda. El seu fill Guillem descontent, que es va negar a pagar-li la pensió alimentària. La lliga de Cod es va formar el 23 de maig de 1350 per un cert nombre de partidaris de Guillem. El 5 de setembre del mateix any, la lliga de Hook es va formar per oposar-se. Les dues faccions aviat es van enfrontar i va començar una llarga guerra civil entre Guillem i la seva mare; Eduard III d'Anglaterra, cunyat de Margarida a través de la seva germana Felipa d'Hainaut, va anar a ajudar-la, guanyant el combat naval de Veere el 1351; però unes setmanes més tard, la lliga de Hook i els seus aliats anglesos van ser derrotats per Guillem i la lliga de Cod a Vlaardingen, una derrota que va arruïnar causa de Margarida. Eduard III poc després va canviar de bàndol, i l'emperadriu es va veure obligada (1354) a arribar a un acord amb el seu fill, sent reconegut com a comte d'Holanda i Zelanda (que van quedar unides personalment en endavant), mentre ella conservava Hainaut fins a la seva mort. Margarida va morir dos anys més tard, deixant a Guillem, en possessió de tota l'herència (Holanda-Zelanda i Hainaut, juliol de 1356). Guillem es va casar amb Matilde ("Maud" en l'estil anglès) de Lancaster, germana de Blanca de Lancaster.
En 1357, va començar a mostrar signes de demència, i el seu germà Albert, va assumir la regència a Baviera i després a Holanda i a Hainaut el 1358. Guillem va ser confinat per la resta de la seva vida (1358).

## Matrimoni i fills
Es va casar en 1352 a Londres amb Matilde de Lancaster, filla d'Enric de Grosmont, primer duc de Lancaster i Isabel de Beaumont. Només van tenir una filla, que va morir el 1356.
A més va tenir fills il·legítims:
- Guillem, casat el 1398 amb Lisbeth Hughe.
- Elisabet, casada amb Brustijn van Herwijnen, senyor de Stavenisse.

Va morir el 1389 quan el seu germà Albert ja feia més de 30 anys que governava.